# 原好男
原 好男（はら よしお、1940年3月14日 - ）は、フランス文学者、立教大学名誉教授。18世紀フランス文学・思想が専門。

## 来歴
東京都生まれ。1958年に大分県立日田高等学校を卒業後、電気通信大学に入学するも退学し、1960年に東京大学文科2類に入学し、1964年に東京大学を卒業。1971年同大学院人文科学研究科仏文科博士課程単位取得退学、立教大学助教授、教授、2006年定年退職。

## 翻訳
- ルソー『ルソー ジャン=ジャックを裁く』現代思潮社(古典文庫）1969年
- B.シャルボノー『バビロンの庭 自然という名の幻想』鷲見洋一共訳 思索社 1974年
- ポール・フルキエ『哲学講義3』菅野昭正、田村毅共訳 筑摩書房 1976年、新版・ちくま学芸文庫
- エルンスト・カッシーラー『十八世紀の精神 ルソーとカントそしてゲーテ』思索社 1979年
- ルソー『人間不平等起源論』白水社 - 「全集4」1978年。選書版「選集 6」1986年。単行版1991年
- 『サド全集 アリーヌとヴァルクールあるいは哲学的物語』水声社 1998年
- ジョルジュ・サンドセレクション『歌姫コンシュエロ 愛と冒険の旅』持田明子・大野一道・山辺雅彦共訳 藤原書店 2008
- 『サド全集 第11巻 フランス王妃イザベル・ド・バヴィエール秘史』水声社 2014